# Stand Up (píseň)
„Stand Up“ je v pořadí druhý singl amerického rappera Ludacrise z jeho čtvrtého alba Chicken-n-Beer. Píseň byla vydána jako druhý singl z alba 19. srpna 2003. Na první pozici v žebříčku Billboard Hot 100 se udržel jen jeden týden. Jde o jeho první "number-one" singl.

## O písni
Na refrénu hostuje zpěvačka Shawnna. Produkci zajistil Kanye West.
Na vrchol hitparády Billboard Hot 100 se píseň dostala 6. prosince 2003 a setrvala tam jeden týden. Na vrcholu R&B/Hip-Hop hitparády vydržela čtyři týdny. Za píseň byl Ludacris nominován na cenu Grammy v kategorii rapových sólo výkonů, ale neuspěl.
K písni byl vytvořen i remix, na kterém hostuje Kanye West.

## Mezinárodní žebříčky
| Země                            | Umístění |
| ------------------------------- | -------- |
| Spojené království (UK Singles) | 1        |
| US Hot 100                      | 1        |
| US Hip Hop                      | 1        |
| US Rap                          | 1        |

| "Baby Boy" od Beyoncé ft. Sean Paul | US Billboard Hot 100 #1 hity 6. prosince ~ 13. prosince 2003 | "Hey Ya!" od OutKast |